# بيلي غيليلاند
بيلي غيليلاند (بالإنجليزية: Billy Gilliland) هو لاعب كرة الريشة بريطاني، ولد في 27 مارس 1957 في غرينوك في المملكة المتحدة.

## روابط خارجية
- بيلي غيليلاند على موقع BWF.tournamentsoftware.com (الإنجليزية)
- بيلي غيليلاند على موقع BWFbadminton.com (الإنجليزية)
- بيلي غيليلاند على موقع اتحاد ألعاب الكومنولث (مؤرشف) (الإنجليزية)
- بيلي غيليلاند على موقع الجمعية الدولية للألعاب العالمية (الإنجليزية)